# Otto Leege

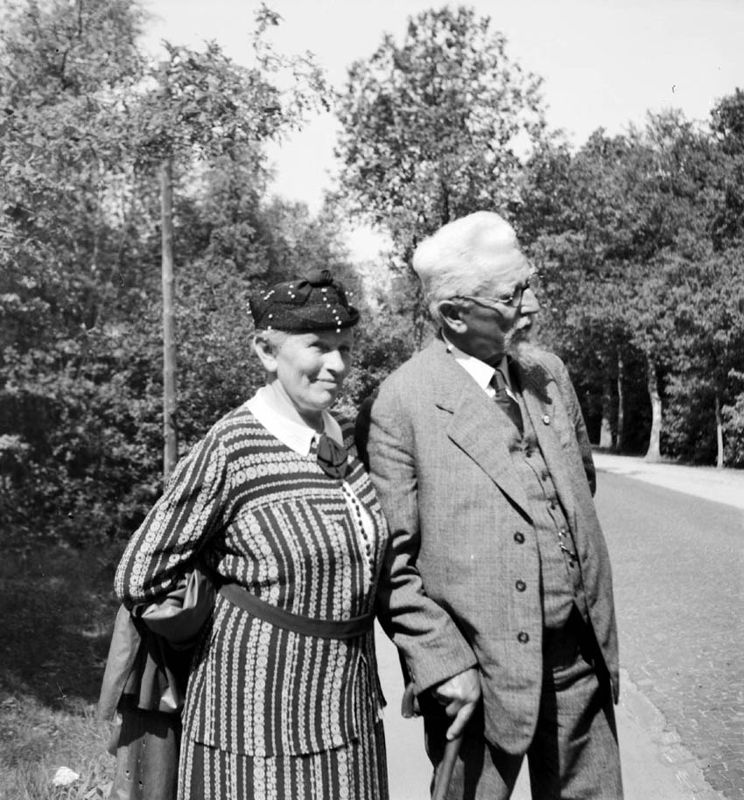
Der 78-jährige Otto Leege mit seiner zweiten Ehefrau Engeline Theesfeld am 27. Mai 1939 bei Kloster Frenswegen;
Fotografie von Max Hugo Weigold

Otto Karl Georg Leege (* 21. Februar 1862 in Uelsen/Grafschaft Bentheim; † 17. Dezember 1951 in Norden) war ein deutscher Lehrer und Naturkundler und gilt als „Vater“ der ostfriesischen Vogelschutzinsel Memmert.

## Biografie

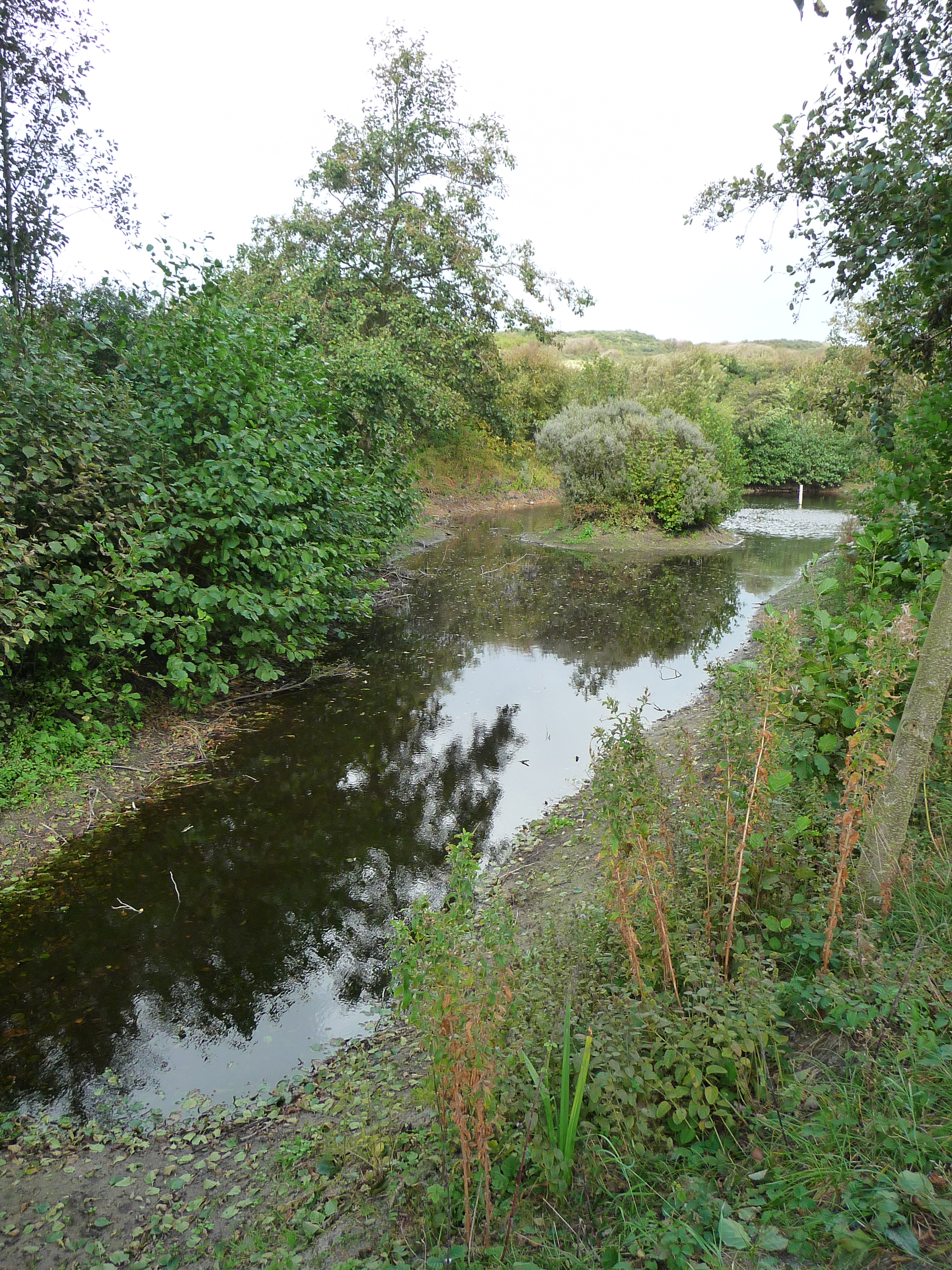
Goldfischteich auf der ostfriesischen Nordseeinsel Juist, angelegt von Otto Leege

Otto Leege wurde 1862 in Uelsen geboren. Leeges Vater war Zollbeamter, seine Mutter eine Pflanzenkennerin, die bei ihrem Sohn schon früh das Interesse an der Pflanzen- und Tierwelt weckte. 1876 schickten ihn seine Eltern auf die Präparandenanstalt und drei Jahre später auf das Seminar in Aurich, wo er die Ausbildung zum Lehrer abschloss. Ein Klassenausflug zur Insel Norderney im Jahr 1877 weckte in ihm den Wunsch, Lehrer auf einer der ostfriesischen Inseln zu werden.
Nach seiner Ausbildung zum Lehrer übernahm er 1882 eine Lehrerstelle auf der Insel Juist. Da er mit der Lehrerstelle alleine nicht genug verdiente, unterhielt er nebenbei auch die Post- und Telegrafenstelle der Insel und betätigte sich in der Inselkirche Juist als Organist. Schnell fesselte ihn die Pflanzen- und Tierwelt der ostfriesischen Inseln.
1888 betrat er zum ersten Mal die unbewohnte Nachbarinsel Memmert, die ihn bis zu seinem Tod beschäftigen sollte. Leege studierte nun über Jahre hinweg die Flora und Fauna der Insel. Dabei stellte er fest, dass die Vögel während der Brutzeit durch Jäger und durch Eiersammler rücksichtslos dezimiert wurden. 1906 konnte Leege nach einer Jagd praktisch keinen unverletzten Vogel mehr auf Memmert finden. Viele Kadaver von Altvögeln und verhungerten Jungvögeln lagen zwischen Patronenhülsen und angeschossene Vögel liefen in den Dünen herum. Leege setzt sich daraufhin intensiv für den Schutz der Vogelwelt während der Brutzeit ein.
Otto Leege hatte sieben Söhne und eine Tochter. Seine erste Frau Martha starb 1895 an Schwindsucht und ließ ihn mit vier Söhnen zurück. 1897 heiratete der Witwer die 21-jährige Engeline Theesfeld. Aus dieser Ehe gingen noch drei weitere Söhne und im Jahr 1899 die Tochter Eleonore, Nora gerufen, hervor.
1905 erschien Leeges erstes Buch, das ihn zu einem in Deutschland bekannten Ornithologen werden ließ: „Die Vögel der Ostfriesischen Inseln nebst vergleichender Übersicht der im südlichen Nordseegebiet vorkommenden Arten“. 1906 und 1907 folgten zwei Nachträge in der Ornithologischen Monatsschrift.
Leeges Bemühungen zum Schutz der Vogelwelt auf Memmert zeigten 1906 erste Früchte. Das „Betreten des Memmert in der Zeit vom 1. Mai bis 15. August jedes Jahres“ wurde durch die Königliche Wasserbauinspektion Norden „strengstens untersagt“.
Am 31. Juli 1907 wurde Memmert durch einen Erlass des preußischen Ministers für Landwirtschaft, Domänen und Forsten in Berlin zur Vogelkolonie erklärt. Die Initiative ging vom „Deutschen Verein zum Schutze der Vogelwelt“ aus. Otto Leege wurde vom Verein zum Bevollmächtigten bestellt.
1908 begann Otto Leege mit ersten intensiven Dünenschutzarbeiten, indem er Dünen bepflanzte. Die Schulferien über wohnte die Familie Leege jetzt zumeist auf Memmert. 1920 setzten Unbekannte Kaninchen auf Memmert aus, um sie anschließend jagen zu können; auch Otto Leege ging auf die Kaninchenjagd, allerdings mit der Absicht, sie schnell wieder auszurotten, da sie alle Pflanzen fraßen und damit den Dünenbestand gefährdeten.
1921 erfolgte die Berufung von Otto Leeges Sohn Otto junior zum ersten „Inselvogt“. Er zog als erster Mensch dauerhaft nach Memmert. 1924 wurde Memmert mit einem weiteren Minister-Erlass zur Insel und zum Staatlichen Naturschutzgebiet erklärt. 1926 wurde Otto 
Leege zum Naturschutzkommissar im damaligen Regierungsbezirk Aurich ernannt, eine Tätigkeit, die er bis 1934 ausübte.

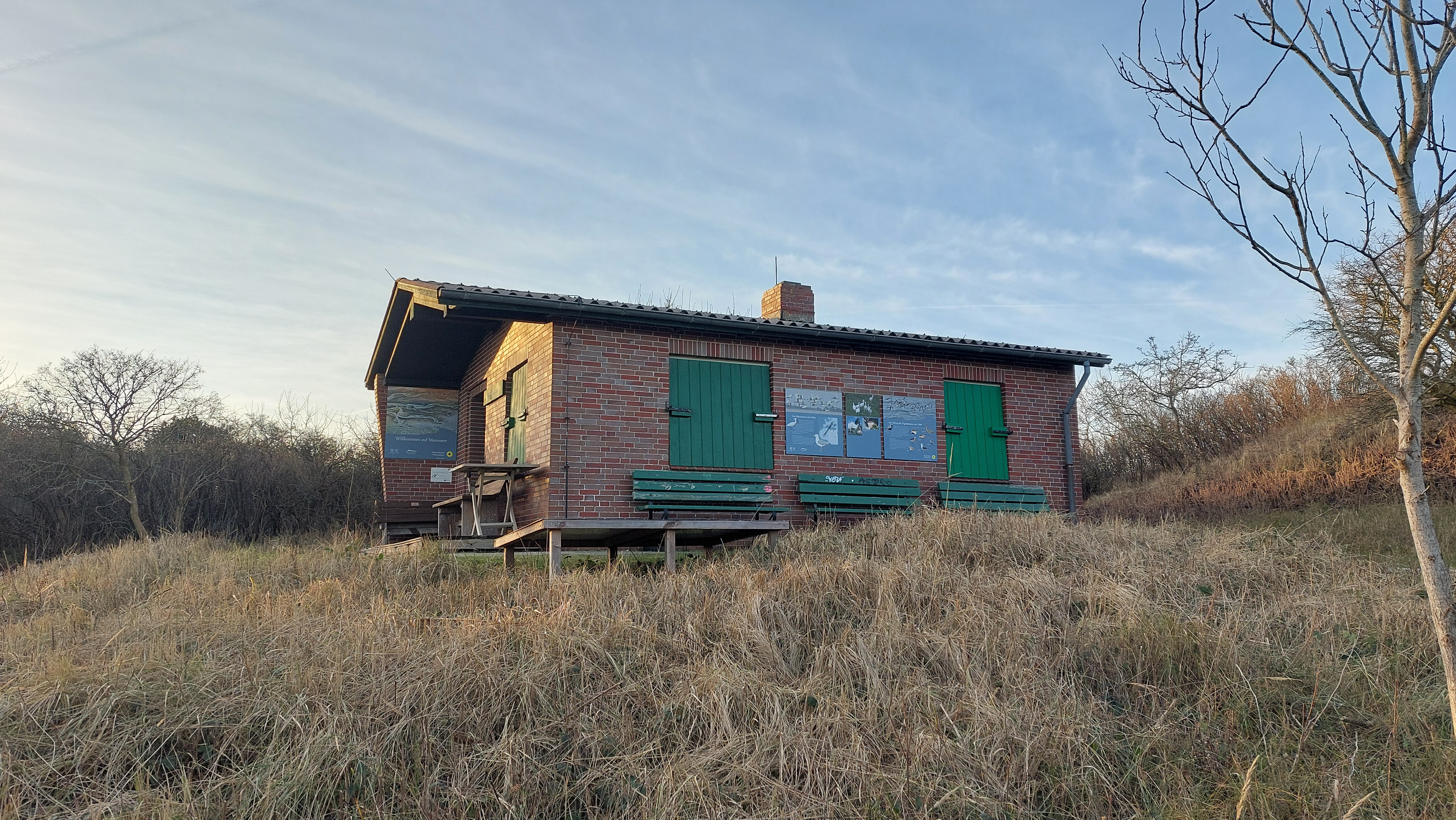
Wärterhaus im Juister Wäldchen

Nach seiner Pensionierung bezog Leege im Westteil von Juist, in der Nähe der Domäne Bill, das sogenannte „Wärterhaus“. Unter anderem dort nahm er auf der Insel auch Baumpflanzungen vor, um die mögliche Artenvielfalt nicht zuletzt an Vögeln zu bereichern. Diese Pflanzungen werden heute als Eingriff in die natürliche Inselökologie kritisch betrachtet, wie auch auf Informationstafeln auf der Insel nachzulesen ist. Die Bäume werden nicht mehr gepflegt und sich selbst überlassen, haben, zum Teil als Totholz, jedoch für verschiedene Kleintiere einen ökologischen Wert.
Die beiden 14 und 18 Jahre alten Söhne Willi und Hans verunglückten Anfang 1918 bei einem Segelunfall vor Norderney. Otto Leege junior, der seit 1921 als Nachfolger seines Vaters das Amt des Inselvogtes auf Memmert innehatte, starb 1946 mit 48 Jahren nach einer Operation. Otto Leege sah sein Lebenswerk bedroht, doch Theresa, die Witwe seines Sohnes, betreute die Insel bis 1956 weiter. Ihre Tochter heiratete zehn Jahre später den nächsten Vogelwart.
Die letzten Jahre von Otto Leege und seiner Frau Engeline waren von Krankheit geprägt. Beide verstarben im Jahr 1951.

## Ehrungen

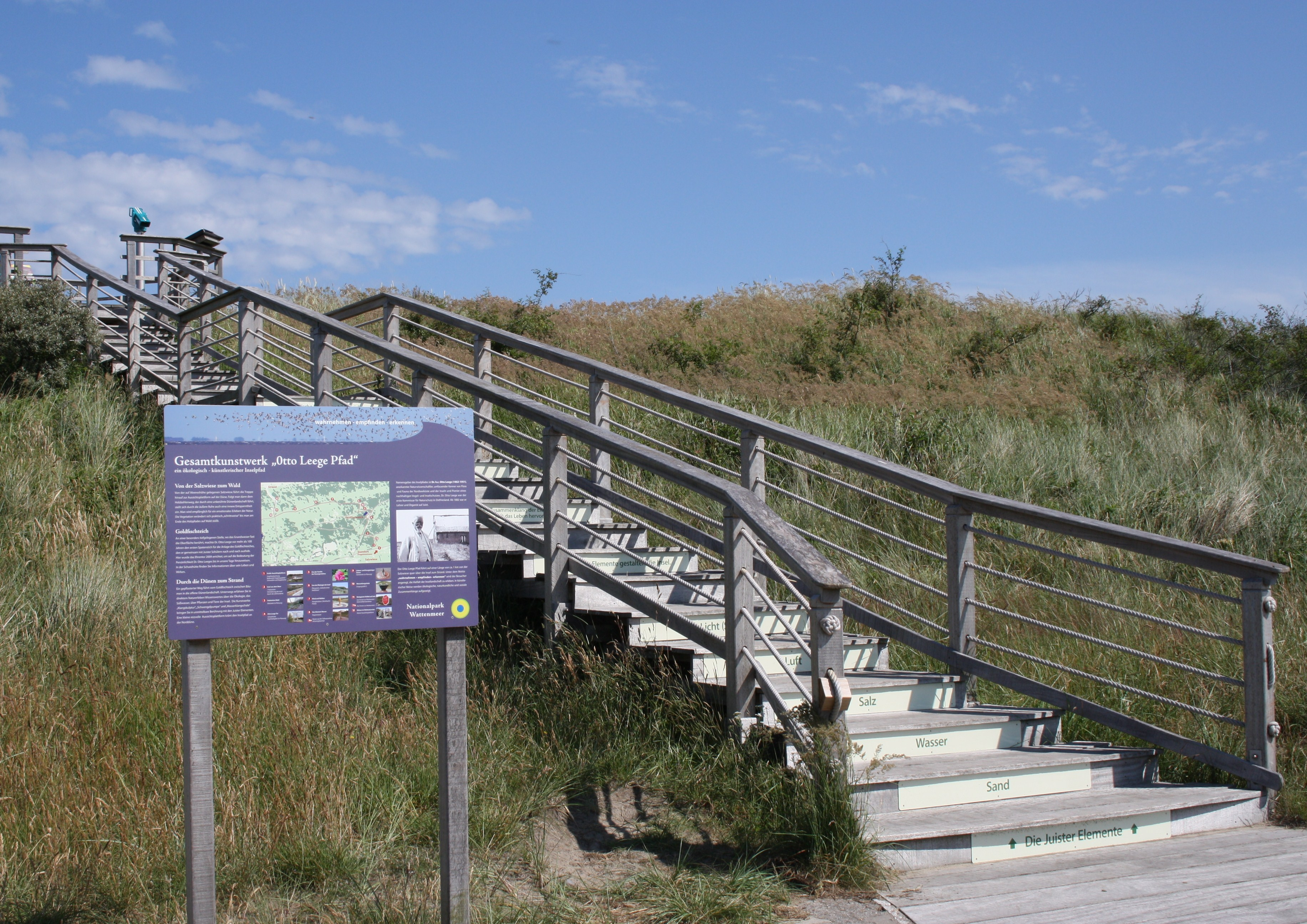
Hauptzugang zum Gesamtkunstwerk Otto-Leege-Pfad, Flugplatzstraße, Juist, mit der Eingangstafel

Wegen seiner zahlreichen Publikationen zur Botanik und Pflanzensoziologie, Zoologie und Ornithologie, Geschichte und Geologie erhielt er von der Universität Göttingen die Ehrendoktorwürde der Philosophie. Die Naturforschende Gesellschaft in Emden ernannte ihn 1932 zum Ehrenmitglied ebenso die Gesellschaft für bildende Kunst und vaterländische Altertümer zu Emden. 1942 wurde er mit der Goethe-Medaille für Kunst und Wissenschaft ausgezeichnet. Seine Heimatgemeinde Uelsen in der Grafschaft Bentheim ernannte ihn zum Ehrenbürger. 
Seit 2009 gibt es auf Juist das Otto-Leege-Tor und eine Schutzhütte an den Goldfischteichen, in der Leben und Werk Leeges anschaulich aufbereitet sind. 2010 wurden beide in den Otto-Leege-Pfad eingebunden, einen ökologisch-künstlerischen Lehrpfad, der ebenfalls Otto Leege gewidmet ist.
Einige ostfriesische Orte haben inzwischen Straßen nach ihm benannt. Otto-Leege-Straßen gibt es auf Juist, in Aurich, Norden und Emden. Dort beschloss der Rat der Stadt Emden am 16. April 2009, die Planstraße A im Baugebiet D 144 als Otto-Leege-Straße zu benennen.
Auf Juist ist das Otto-Leege-Institut beheimatet.

## Schriften (Auswahl)
- Die Vögel der friesischen Inseln. Haynel, Emden, Borkum 1905 (Nachdruck Fauna-Verlag, Nottuln 2007, ISBN 3-935980-21-3).